# Станислав Лем
Станислав Херман Лем (пољ. Stanisław Herman Lem) је био пољски књижевник и писац научне фантастике.

## Биографија
Рођен је 12. септембра 1921. године у Лавову (у данашњој Украјини) у љекарској породици.
Године 1932. започиње гимназијско школовање у Лавову и матурира 1939. Од 1940. до 1941. студира на Медицинском универзитету у Лавову. После њемачке окупације Лавова 1942. почиње да ради као механичар и заваривач. После совјетског заузимања Лавова 1944. наставља студије медицине. Године 1946. у оквиру процеса репатријације са породицом се сели у Краков.
Исте године пише прву приповијетку Човјек с Марса, коју у наставцима штампа часопис Нови свијет доживљаја. Од 1946. до 1948. сарађује са краковским недељником Општи недељник, у коме штампа пјесме и приче. Од 1947. до 1950. године ради као млађи асистент на Научном конзерваторијуму који је водио Мјечеслав Хојоновски, сарадник мјесечника Живот науке. Године 1970. добија награду Министарства иностраних послова за популаризацију пољске културе у иностранству. Двије године касније постаје члан комисије Пољске академије наука „Пољска 2000“.
Године 1973. добија награду Министарства културе и умјетности за књижевност и постаје почасни члан Удружења писаца научне фантастике Америке. Године 1976. у Пољској добија Државну награду првог степена у области књижевности. Почасни докторат Вроцлавске политехнике добија 1981. Исте године у Пољској је заведена војна управа и Лем 1982. године одлази на годишњу стипендију у Западни Берлин на Висеншафтколег. Од 1983. до 1988. године живи у Бечу. Године 1988. враћа се у Пољску, а 1991. добија аустријску награду „Франц Кафка“. Три године касније постаје члан пољске академије умјетности, 1996. добија Орден са бијелим орлом, а 1997. постаје почасни грађанин Кракова.
Године 1998. добија почасне докторате Универзитета у Ополу (Пољска), Лавовског државног медицинског универзитета (Украјина) и Јагелонског универзитета у Кракову.
Умро је у Кракову 27. марта 2006. године.
По његовом роману Соларис снимљена су два филма, Соларис, Андреја Тарковског (1972) и Соларис Стивена Содерберга (2002).

## Дела
- Болница промјене (1948)
- Астронаути (1951)
- Неизгубљено вријеме (1955)
- Дијалози (1957)
- Звјездани дневници (1957)
- Еден (1959)
- Истрага (1959)
- Дневник пронађен у кади (1961)
- Повратак са звијезда (1961)
- Соларис (1961)
- Непобједиви (1964)
- (1964)
- Киберијада (1965)
- Високи замак (1966)
- Приче о пилоти Пираксу (1968)
- Господарев глас (1968)
- Савршена празнина (1971)
- Уображена величина (1973)
- Кијавица (1976)
- Локална визија (1982)
- Фијаско (1987)
- Мир на земљи (1987)
- Трен ока (2000)